# Delphacodes venosus
Delphacodes venosus är en insektsart som först beskrevs av Ernst Friedrich Germar 1830.  Delphacodes venosus ingår i släktet Delphacodes, och familjen sporrstritar. Arten är reproducerande i Sverige.